# Station Biłgoraj LHS
Station Biłgoraj LHS is een spoorwegstation in de Poolse plaats Biłgoraj.